# Гліцеральдегід-3-фосфатдегідрогеназа
Гліцеральдегід-3-фосфатдегідрогеназа (англ. Glyceraldehyde-3-phosphate dehydrogenase) – білок, який кодується геном GAPDH, розташованим у людей на короткому плечі 12-ї хромосоми.  Довжина поліпептидного ланцюга білка становить 335 амінокислот, а молекулярна маса — 36 053.
| 10         |  | 20         |  | 30         |  | 40         |  | 50         |
| ---------- |  | ---------- |  | ---------- |  | ---------- |  | ---------- |
| MGKVKVGVNG |  | FGRIGRLVTR |  | AAFNSGKVDI |  | VAINDPFIDL |  | NYMVYMFQYD |
| STHGKFHGTV |  | KAENGKLVIN |  | GNPITIFQER |  | DPSKIKWGDA |  | GAEYVVESTG |
| VFTTMEKAGA |  | HLQGGAKRVI |  | ISAPSADAPM |  | FVMGVNHEKY |  | DNSLKIISNA |
| SCTTNCLAPL |  | AKVIHDNFGI |  | VEGLMTTVHA |  | ITATQKTVDG |  | PSGKLWRDGR |
| GALQNIIPAS |  | TGAAKAVGKV |  | IPELNGKLTG |  | MAFRVPTANV |  | SVVDLTCRLE |
| KPAKYDDIKK |  | VVKQASEGPL |  | KGILGYTEHQ |  | VVSSDFNSDT |  | HSSTFDAGAG |
| IALNDHFVKL |  | ISWYDNEFGY |  | SNRVVDLMAH |  | MASKE      |  |            |

A: Аланін

C: Цистеїн

D: Аспарагінова кислота

E: Глутамінова кислота

F: Фенілаланін

G: Гліцин

H: Гістидин

I: Ізолейцин

K: Лізин

L: Лейцин

M: Метіонін

N: Аспарагін

P: Пролін

Q: Глутамін

R: Аргінін

S: Серин

T: Треонін

V: Валін

W: Триптофан

Цей білок за функціями належить до оксидоредуктаз, трансфераз. 
Задіяний у таких біологічних процесах як апоптоз, гліколіз, регуляція трансляції. 
Білок має сайт для зв'язування з НАД. 
Локалізований у цитоплазмі, цитоскелеті, ядрі, мембрані.

## Участь у гліколізі

Зміна вільної енергії під час окиснення гліцеральдегід-3-фосфату та фосфорилювання утвореного 3-фосфогліцерату, якщо вони відбуваються послідовно (зверху) та якщо вони спряжені завдяки ковалентному зв'язуванню проміжного продукту із ферментом (знизу).

Гліцеральдегід-3-фосфатдегідрогеназа каталізує реакцію окиснення гліцеральдегід-3-фосфату із одночасним його фосфорилюванням. Це перша реакція гліколізу в якій виділяється енергія. В ході цієї реакції альдегід перетворюється не на вільну кислоту, а на змішаний ангідрид із фосфатною кислотою (1,3-бісфосфогліцерат). Сполуки такого типу — ацилфосфати — мають дуже велику від'ємну зміну вільної енергії гідролізу (ΔG0 = −49,3 кДж/моль).
Реакцію перетворення гліцеральдегід-3-фосфату в 1,3-бісфосфогліцерат можна розглядати як два окремі процеси: окиснення альдегідної групи за допомогою НАД+ та приєднання фосфатної групи до утвореної карбонової кислоти. Перша реакція термодинамічно вигідна (ΔG0 = −50 кДж/моль), друга, навпаки, невигідна.
Зміна вільної енергії для другої реакції майже така сама, тільки ця зміна додатна. Якби вони відбувались послідовно одна за одною, то друга реакція вимагала б надто великої енергії активації, щоб перебігати в клітині з достатньою швидкістю. Але обидва процеси є спряженими тому, що проміжна сполука — 3-фосфогліцерат — ковалентно зв'язана із залишком цистеїну тіоестерним зв'язком в активному центрі ферменту. Такий тип зв'язку дозволяє «законсервувати» частину енергії, яка виділяється під час окиснення гліцеральдегід-3-фосфату, та використати її для реакції із ортофосфатною кислотою.

ΔG0 = 6,3 кДж/моль